# Kunersdorf (Kolkwitz)
Kunersdorf, niedersorbisch Kósobuz, ist ein Ortsteil der Gemeinde Kolkwitz im Landkreis Spree-Neiße in Brandenburg.

## Lage
Kunersdorf liegt in der Niederlausitz am südöstlichen Rand des Biosphärenreservat Spreewald knapp zwölf Kilometer nordwestlich von Cottbus. Umliegende Ortschaften sind Papitz im Norden, Dahlitz im Osten, der Hauptort Kolkwitz im Südosten, Limberg im Süden, Krieschow im Südwesten, Milkersdorf im Westen sowie der zur Gemeinde Werben (Spreewald) gehörende Gemeindeteil Brahmow im Nordwesten.
Durch Kunersdorf verläuft die Landesstraße 512 von Guhrow nach Limberg. Südlich des Ortsgebietes verläuft die Bahnstrecke Berlin–Görlitz, an der Kunersdorf einen Haltepunkt hat, an dem der Regional-Express RE 2 Nauen–Berlin–Cottbus hält.

## Geschichte
Die erste urkundliche Erwähnung von Kunersdorf erfolgte im Jahr 1464. Der Ort bestand damals aus einem Gutshaus und dem Ort selbst, welcher von seiner Siedlungsform als Sackgassendorf angelegt war. Die Einwohner von Kunersdorf lebten überwiegend von der Landwirtschaft und von Viehzucht. Während des Dreißigjährigen Krieges wurde das Dorf stark beschädigt.
Später erfolgte die Errichtung einer Schmiede im Ort. Nach dem Bau der Bahnstrecke Berlin–Cottbus fanden viele Einwohner Arbeit bei der Bahn und ab 1920 bei der Deutschen Reichsbahn.
Kunersdorf gehört zur Kirchengemeinde Papitz, welche der Evangelischen Kirche Berlin-Brandenburg-schlesische Oberlausitz angehört.
Nach dem Wiener Kongress kam Kunersdorf als Teil der Niederlausitz an das Königreich Preußen, wo der Ort im Landkreis Cottbus lag. Am 25. Juli 1952 wurde die Gemeinde dem neu gebildeten Kreis Cottbus-Land im Bezirk Cottbus zugeordnet. Am 1. Juli 1950 wurde Kunersdorf nach Papitz eingemeindet. Nach der Wende lag Kunersdorf im Landkreis Cottbus in Brandenburg. Nach der Kreisreform in Brandenburg am 6. Dezember 1993 kam Kunersdorf zum neu gebildeten Landkreis Spree-Neiße und wurde gleichzeitig in die Großgemeinde Kolkwitz eingegliedert.

## Bevölkerungsentwicklung
| 1875 | 203 | 1890 | 206 | 1910 | 269 | 1925 | 321 | 1933 | 325 | 1939 | 326 | 1946 | 472 |

Für seine Statistik über die sorbische Bevölkerung in der Lausitz ermittelte Arnošt Muka in den achtziger Jahren des 19. Jahrhunderts für Limberg eine Bevölkerungszahl von 207 Einwohnern, davon waren 201 Sorben (97 %) und sechs Deutsche.

## Nachweise
1. ↑  Gemeinde- und Ortsteilverzeichnis des Landes Brandenburg. Landesvermessung und Geobasisinformation Brandenburg (LGB), abgerufen am 21. Oktober 2020.
2. ↑  Kunersdorf. In: kolkwitz.de. Gemeinde Kolkwitz, abgerufen am 12. August 2017.
3. ↑  Kunersdorf im Geschichtlichen Ortsverzeichnis. Abgerufen am 12. August 2017.
4. ↑  Historisches Gemeindeverzeichnis des Landes Brandenburg 1875 bis 2005. (PDF; 331 KB) Landkreis Spree-Neiße. Landesbetrieb für Datenverarbeitung und Statistik Land Brandenburg, Dezember 2006, abgerufen am 12. August 2017.
5. ↑  Ernst Tschernik: Die Entwicklung der sorbischen Bevölkerung. Akademie-Verlag, Berlin 1954.